# موت الخلية المبرمج

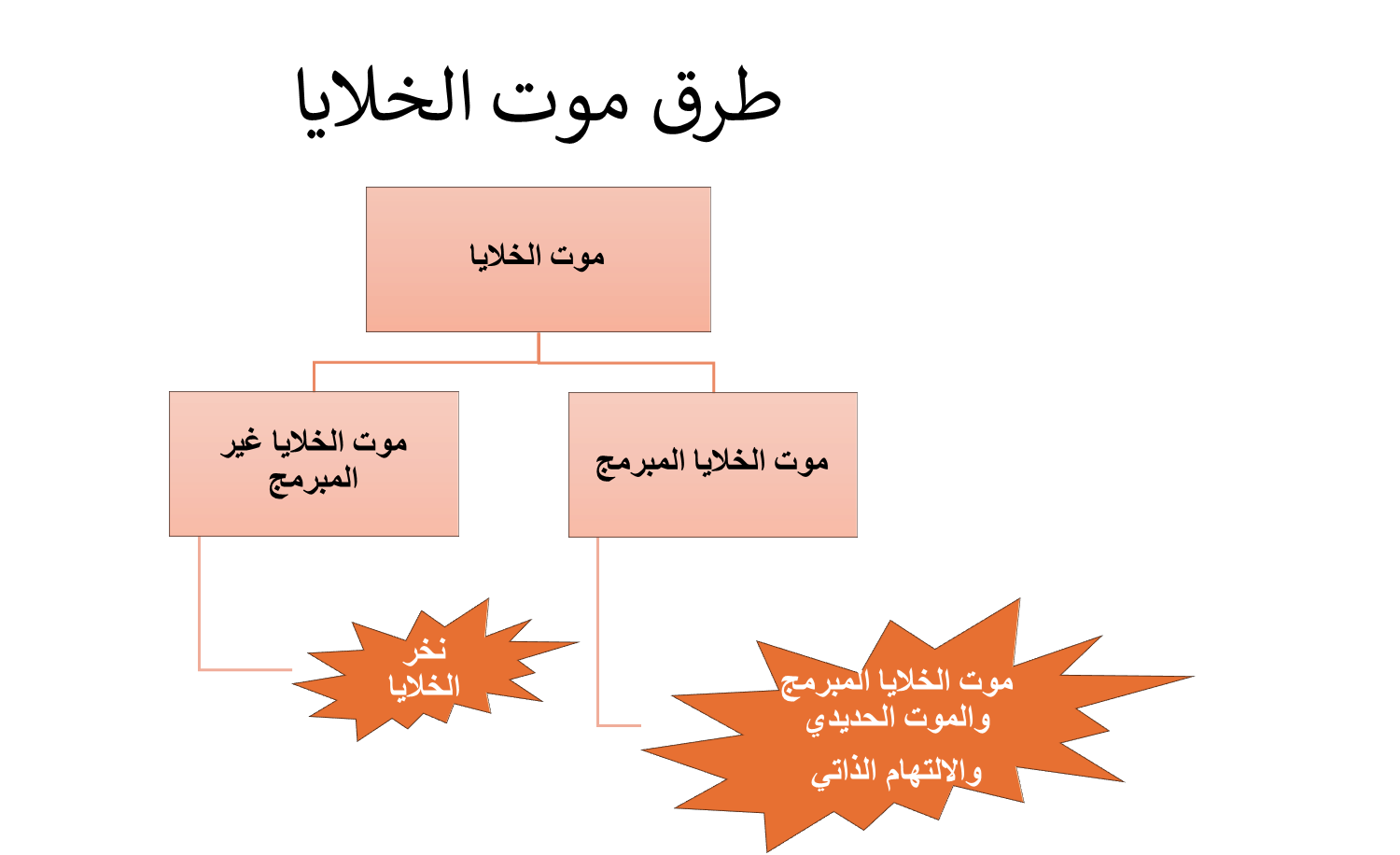
طرق موت الخلايا

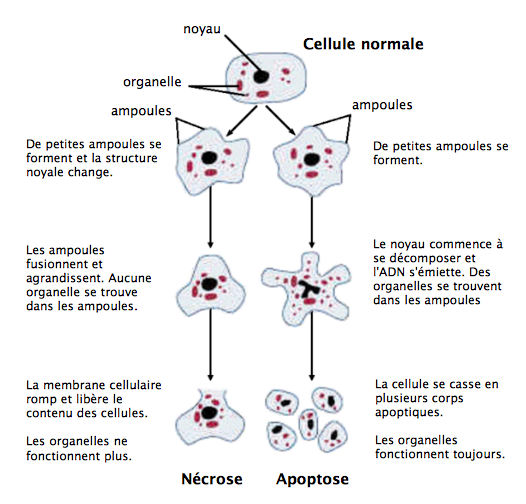
الفرق بين نخر الخلية (Narcosos) والالتهام الذاتي (apoptosis)

موت الخلية المبرمج (بالإنجليزية: programmed cell death)‏ هو موت الخلية بأي شكل من الأشكال، بوساطة برنامج داخل الخلايا، ويشار إليه أيضًا باسم الانتحار الخلوي. يحدث موت الخلية المبرمج ضمن عملية بيولوجية، والتي عادةً ما تكون مفيدة خلال دورة حياة الكائن الحي. على سبيل المثال، يحدث تمايز أصابع اليدين والقدمين لدى الجنين البشري النامي نتيجة موت الخلايا بين أصابع اليدين. والنتيجة هي انفصال الأصابع. يدعم موت الخلية المبرمج الوظائف الأساسية خلال نمو الأنسجة النباتية والحيوانية. يعد كل من الاستماتة والالتهام الذاتي شكلًا من أشكال موت الخلية المبرمج، أما النخر، فيعتبر عملية غير فسيولوجية تحدث نتيجة للعدوى أو الإصابة.
النخر هو موت الخلية الناجم عن عوامل خارجية مثل الصدمة أو العدوى ويحدث بأشكال مختلفة. في الآونة الأخيرة، عُرف شكل من أشكال النخر المبرمج، يسمى نكروبتوسيس، كشكل بديل لموت الخلايا المبرمج. تقول النظريات أن نخر الخلايا هو بمثابة داعم لعملية الاستموات عندما تُحجب إشارة موت الخلايا المبرمج بواسطة عوامل داخلية أو خارجية مثل الفيروسات أو الطفرات. في الآونة الأخيرة، اكتُشفت أنواع أخرى من النخر الخاضع للتنظيم أيضًا، والتي تشترك من حيث التأشير مع النكروبتوسيس والاستموات.

## التاريخ

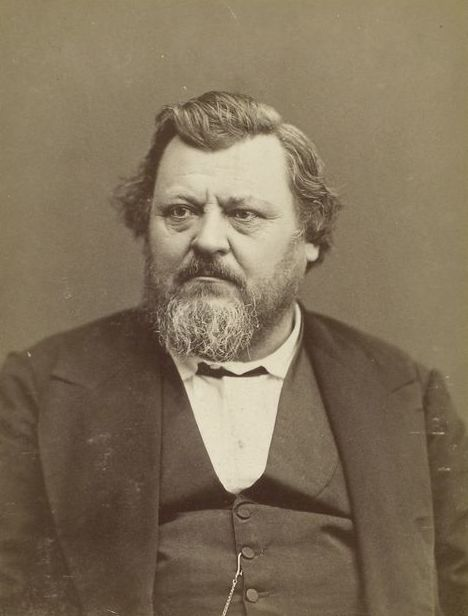
كارل فوجت (1817 – 1895 م)

في عام 1842، كان العالم الألماني  كارل فوجت أول من لفت الانتباه إلى الظاهرة البيولوجية لموت الخلايا المبرمج،  من خلال دراسة الجهاز العصبي النامي، وتحولات الخلايا في الضفادع الصغيرة.  في عام 1964 استخدم لوكشين وويليامز مفهوم »موت الخلية المبرمج«  فيما يتعلق بنمو أنسجة الحشرات، قبل حوالي ثمان سنوات من نشوء مصطلح «الاستموات». منذ ذلك الحين، أصبح مصطلح موت الخلية المبرمج الأكثر استخدامًا من بين المصطلحين.
أتت أول نظرة على الآلية من خلال دراسة عائلة بروتين بي سي إل 2، وهو ناتج عن أحد الجينات الورمية المفترضة التي ينشطها الانتقال الكروموسومي، والذي يوجد غالبًا في سرطان الغدد اللمفاوية المسامي. على عكس الجينات الورمية الأخرى، التي تعزز السرطان بتحفيز تكاثر الخلايا، يعزز بي سي إل 2 السرطان عن طريق منع خلايا الأورام اللمفاوية من قتل نفسها.
تلقى موضوع الموت الخلوي المبرمج اهتمامًا وجهودًا بحثية متزايدة. سُلط الضوء على هذا الاتجاه من خلال منح جائزة نوبل في الطب أو علم وظائف الأعضاء لعام 2002 لسيدني برينر (المملكة المتحدة) وإتش. روبرت هورفيتز (الولايات المتحدة) وجون إي. سالستون (المملكة المتحدة).

## الأنواع
- الاستموات أو النوع الأول للموت الخلوي المبرمج.
- الالتهام الذاتي أو النوع الثاني للموت الخلوي المبرمج (السيتوبلازمي: يتميز بتكوين فجوات كبيرة تأكل العضيات الخلوية ضمن تسلسل محدد قبل تدمير النواة).[10]

### الاستموات
الاستموات هو عملية موت الخلايا المبرمج التي قد تحدث في الكائنات متعددة الخلايا. تؤدي الأحداث الكيميائية الحيوية إلى تغييرات مميزة في الخلايا (المورفولوجيا) والموت. تتضمن هذه التغييرات تشكل فقاعات، انكماش الخلايا، تفكك نووي، تكثف الكروماتين، تفكك الدنا الصبغي. يُعتقد الآن أنه- في سياق تنموي- تُحث الخلايا على الانتحار بشكل إيجابي ضمن سياق استتبابي. قد يوفر غياب عوامل بقاء معينة قوة دافعة للانتحار. يبدو أن هناك بعض الاختلاف في المورفولوجيا وفي مجال الكيمياء الحيوية لهذه المسارات الانتحارية؛ تلجأ بعض الخلايا لطريق «الاستموات»، بينما يتبع بعضها الآخر طريقًا أكثر عمومية للحذف، لكن عادةً ما يكون الدافع وراثياً وصنعيًا. توجد بعض الأدلة على أن بعض أعراض «الاستموات» مثل تنشيط النوكلياز الداخلي يمكن أن تحدث بشكل زائف دون إشراك تنظيم جيني، ومع ذلك، يجب أن يكون الاستموات والموت المبرمج للخلايا الحقيقي متواسط جينياً. أصبح من الواضح أيضًا أن الانقسام الخلوي أو الاستموات يتبدلان أو يرتبطان بطريقة أو بأخرى وأن التوازن المحقق يعتمد على الإشارات التي ترسلها عوامل النمو أو البقاء المناسبة.

### الالتهام الذاتي
البلعمة الكبيرة، وغالبًا ما يشار إليها باسم الالتهام الذاتي، هي عملية تقويضية تؤدي إلى الالتهام الذاتي الليزوزومي لمحتويات السيتوبلازما الضخمة، التجمعات البروتينية الشاذة، والعضيات الزائدة أو التالفة.
تتنشط عملية الالتهام الذاتي بشكل عام بحالات نقص التغذية، لكنها ترتبط أيضًا بالعمليات الفسيولوجية والمرضية مثل النمو والتمايز وأمراض التنكس العصبي والإجهاد والعدوى والسرطان.

## العوامل الضمورية
العامل الضموري هو القوة التي تسبب موت الخلية. تُعتبر القوى الطبيعية التي تؤثر على الخلية فقط من العوامل الضمورية، بينما على سبيل المثال، لا تعتبر عوامل الخلل الميكانيكية أو الكيميائية أو تحلل الخلية عوامل ضمورية.
1. تناقص عبء العمل
2. فقدان التعصيب
3. نقص التروية الدموية
4. نقص التغذية
5. نقص نشاط الغدد الصماء
6. الشيخوخة
7. الضغط

## دوره في نمو الجهاز العصبي
يُعاكَس التوسع البدئي للجهاز العصبي النامي بإزالة الخلايا العصبية وعملياتها لتحقيق التوازن. أثناء نمو الجهاز العصبي، يُزال نحو 50% من الخلايا العصبية النامية بشكل طبيعي عن طريق موت الخلايا المبرمج. عُرفت عملية الموت الخلوي المبرمج في الجهاز العصبي لأول مرة في عام 1896 من قبل جون بيرد. منذ ذلك الحين اقتُرح عدد من النظريات لفهم أهميتها البيولوجية للنمو العصبي.

### الفقاريات واللافقاريات
تعد دراسة الموت الخلوي المبرمج في الأنواع المختلفة أمرًا ضروريًا لفهم الأساس التطوري ودور الاستموات في نمو الجهاز العصبي. أثناء نمو الجهاز العصبي في اللافقاريات، يلعب الموت الخلوي المبرمج أدوارًا مختلفة في الأنواع المختلفة. يشير التشابه بين آلية الموت الخلوي اللامتناظر في الديدان الاسطوانية (النيماتودا) والعلقيات إلى أن الموت الخلوي المبرمج قد يكون له أهمية تطورية في نمو الجهاز العصبي. في الديدان الاسطوانية، يحدث الموت الخلوي المبرمج في الساعة الأولى من النمو ما يؤدي إلى القضاء على 12 ٪ من الخلايا غير التناسلية بما في ذلك الذريات العصبية. يحدث الموت الخلوي المبرمج في مفصليات الأرجل أولاً في الجهاز العصبي عندما تتمايز خلايا الأديم الظاهر وتصبح إحدى الخلايا الناتجة أرومة عصبية وتخضع الأخرى للاستموات. علاوةً على ذلك، يؤدي الموت الموجه للخلايا الجنسية إلى تعصيب عصبي مختلف لأعضاء معينة في الذكور والإناث. في ذبابة الفاكهة (دروسوفيلا)، يعد الموت الخلوي المبرمج ضروريًا للتجزئة والتمايز أثناء عملية النمو.
على عكس اللافقاريات، تكون آلية الموت الخلوي المبرمج أكثر حفظًا في الفقاريات. تظهر الدراسات المكثفة التي أجريت على الفقاريات المختلفة أن الموت الخلوي المبرمج للخلايا العصبية والدبقية يحدث في معظم أجزاء الجهاز العصبي أثناء النمو. وقد لوحظت هذه العملية قبل وأثناء تشكل المشابك العصبية في الجهاز العصبي المركزي والجهاز العصبي المحيطي. ومع ذلك، توجد بعض الاختلافات بين أنواع الفقاريات. على سبيل المثال، تظهر الثدييات تغصنات شجرية واسعة تليها عملية موت خلوي مبرمج في شبكية العين بينما الطيور لا تفعل ذلك. على الرغم من أن عملية تشذيب المشابك العصبية في أجهزة الفقاريات تعتمد إلى حد كبير على الموت الخلوي المبرمج، لكن تلعب الآليات التطورية الأخرى دورًا أيضًا.

## في الأنسجة النباتية
يشبه موت الخلايا المبرمج في النباتات عملية الاستموات في الحيوانات بعدة صفات من الناحية الجزيئية، ولكن له اختلافاته أيضًا، أكثرها وضوحًا وجود الجدار الخلوي وعدم وجود جهاز مناعي يزيل بقايا الخلايا الميتة. عوضًا عن الاستجابة المناعية، تصطنع الخلية الميتة موادًا لتحطم نفسها وتضعها ضمن فجوة تنفجر عندما تموت الخلية.

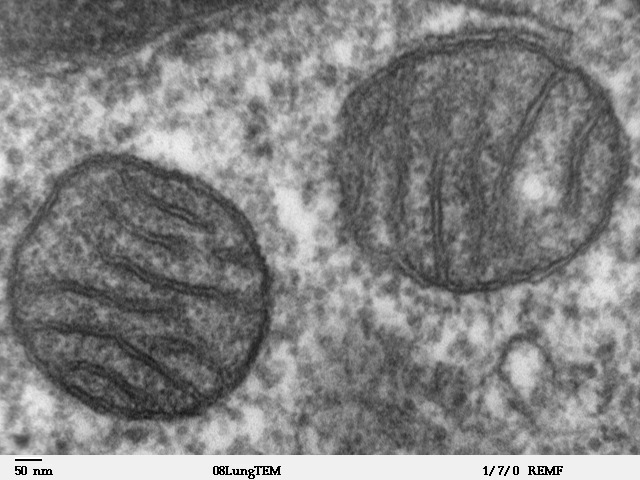
صورة بالمجهر الإلكتروني لمقطع رفيع مقطوع عبر مساحة من أنسجة رئة الثدييات. تُظهر الصورة ذات التكبير العالي اثنين من الميتوكوندريا.

## الأصل التطوري للاستموات في الميتوكوندريا
يعد حدوث الموت الخلوي المبرمج في الطلائعيات أمرًا ممكن، لكنه لا يزال مثيرًا للجدل. يصنف البعض موت الخلايا في تلك الكائنات على أنه موت خلايا غير منظم شبيه بالاستموات.
اعتقد علماء الأحياء منذ فترة طويلة أن الميتوكوندريا نشأت من بكتيريا تندمج كمتعايشات جوانية («تعيش معًا في الداخل») مع خلايا حقيقية النوى. كانت لين مارغوليس هي من أيدت هذه النظرية منذ عام 1967، وأصبحت منذ ذلك الحين مقبولة على نطاق واسع. والدليل الأهم الذي يدعم هذه النظرية هو حقيقة أن الميتوكوندريا تمتلك الحمض النووي الخاص بها وهي مجهزة بالجينات وأنظمة النسخ.